# Classe Vytegrales
Le unità appartenenti alla classe Vytegrales (progetto 596 secondo la classificazione russa) sono navi cargo commerciali costruite in 64 esemplari nei cantieri di San Pietroburgo tra il 1963 ed il 1966.
Sono state utilizzate per moltissimi ruoli, ed in Russia sono classificate come VTR.
Un paio di unità sono state trasferite all'Ucraina, ma non sono mai state immesse in servizio. Probabilmente sono in stato di abbandono.

## La Yamal
L'unica unità oggi operativa con la marina russa è la Yamal (progetto 1918), originariamente costruita come nave cargo. Successivamente fu convertita in nave per il supporto ad eventi e missioni spaziali, ed in seguito al crollo dell'Unione Sovietica, è stata riconvertita in nave cargo.

## Classe Kosmonavt Pavel Belyayev
Alcune unità della classe Vytegrales sono state modificate tra il 1977 ed il 1978 appositamente per l'appoggio ad eventi spaziali. La conversione (così come la costruzione) è avvenuta a San Pietroburgo. Queste navi sono note in occidente con il nome di classe Kosmonavt Pavel Belyayev (progetto 1929).
Il dislocamento di queste navi risulta inferiore rispetto alla versione base (7.230 tonnellate), e le dimensioni sono praticamente identiche (a parte lo scafo, che è un metro più basso). Leggermente meno numeroso è l'equipaggio (56 elementi), a cui però si devono aggiungere altri 70-80 uomini del personale per la missione.
Le quattro unità sono basate nel Mar Baltico:
- Kosmonavt Pavel Belyayev
- Kosmonavt Vladislav Volkov
- Kosmonavt Viktor Patseyev
- Kosmonavt Georgiy Dobrovolskiy

Le reali condizioni operative di queste unità (che non dipendono più dalla Marina Russa dal 1995) non sono note.